# Мечеть Сардара
Мечеть Сардара или мечеть шаха Исмаила — мечеть в  Ереване

## История
Мечеть называлась Сардарской, потому-что находилась внутри Эриванской крепости и рядом с Сардарским дворцом. В некоторых документах, связанных с взятием Эриванской крепости российскими войсками, название этой мечети изменено на «Мечеть Аббаса-Мирзы».
В период СССР мечеть была частично снесена, а на её месте построены жилые дома.